# قره جه أحمد باشا
كان قره جه أحمد پاشا (بالتركية: Karaca Ahmed Paşa)‏ رجل دولة عثماني، عيَّنَهُ السلطان سليم الأول، في أغسطس/آب 1516م، كأول والي لولاية حلب التي أُنشئت في المنطقة التي ضُمت إلى الأراضي العثمانية بعد معركة مرج دابق. 
شارك في معركة الريدانية (بالتركية: Ridâniye Savaşı)‏ بمصر مع السلطان سليم الأول ضد المماليك. 

## مصدر
1. ↑  "Suriye'nin (Şam) Osmanlı hakimiyetindeki idari yapısı". Tarih İncelemeleri Dergisi مجلة الدراسات التاريخية. جامعة إيجة. ج. 15 رقم  1. 2015. ص. 78. ISSN:0257-4152. مؤرشف من الأصل (PDF) في 2018-04-13. اطلع عليه بتاريخ 23 Mayıs 2018. {{استشهاد بمجلة}}: الاستشهاد ب$1 يطلب |$2= (مساعدة) وتحقق من التاريخ في: |تاريخ-الوصول= (مساعدة)
2. ↑  "Recep Akakuş: İNEGÖL TARİHİNİ ETKİLEYEN AİLELER-6". Genç Gazete (بالتركية). Retrieved 2025-02-17.